# Segugio maremmano
För andra betydelser, se Maremma (olika betydelser).
Segugio maremmano är en hundras från Italien. Den är en medelstor braquehund som traditionellt använts som drivande hund i sankmarkerna i Maremma i Toscana. Den har framförallt använts för drevjakt på vildsvin men även på hare. En berömvärd egenskap är drevskallet som är starkt och låter olika under olika faser av jakten. Den används både för singeljakt och i koppel (pack). Rasstandarden skrevs 2003 och 2009 godkändes rasen av Ente Nazionale della Cinofilia Italiana (ENCI).